# Нэмуро (префектура)
Префектура Нэмуро (яп. 根室県 Нэмуро-кэн) — упразднённая префектура, располагавшаяся на острове Хоккайдо с 1882 по 1886 год. Помимо исторической области Нэмуро включала в себя ряд прилежащих территорий, в т.ч. Курильские острова. Административный центр префектуры — город Нэмуро.

## История
В 1882 году по завершении десятилетнего плана Комиссии по развитию Хоккайдо были образованы три префектуры: Нэмуро, Саппоро и Хакодатэ. В отличие от других префектур за пределами Хоккайдо, ассамблеи префектур и уездные администрации не были официально созданы в этих трёх префектурах из-за удобства продолжения выполнения обязанностей Комиссии и низкой плотности населения.
В 1885 году из состава из уезда Ханасаки области Нэмуро был выделен остров Шикотан (как уезд Сикотан) и передан в состав области Тисима — всё в рамках Нэмуро как единой префектуры.
Единственным губернатором префектуры был Юти Садамото.

## География
Территория префектуры полностью занимала полуострова Нэмуро и Сирэтоко, а также Южные Курилы.

## Административно-территориальное деление
Провинции:
- Нэмуро
- Кусиро
- Тисима
- 4 уезда провинции Китами:
  - Монбэцу
  - Токоро
  - Абасири
  - Сяри